# Paseo de Colón (Pontevedra)
El paseo de Colón es una avenida de la ciudad española de Pontevedra que atraviesa el histórico barrio de A Moureira. 

## Origen del nombre
El paseo rinde homenaje a Cristóbal Colón, vinculado a la ciudad de Pontevedra según una teoría respaldada por diversos estudios que sugieren que el navegante podría haber nacido en esta ciudad.

## Historia
El actual paseo de Colón nació como respuesta a las necesidades urbanísticas generadas por la construcción de la vía férrea en este lugar en 1884 y del puente de la Barca en 1905. Fue en 1897 cuando el ayuntamiento propuso la apertura de una nueva calle para conectar con la actual carretera de la costa PO-308.
La calle se trazó en terrenos donados por el marqués de Riestra, quien también fue invitado a elegir su nombre, como había hecho con la calle Alfonso XIII. Inicialmente, en 1907, la vía recibió  por iniciativa del marqués el nombre de calle de la Circunvalación, pero esta denominación fue cambiada en 1914 a Paseo de Colón, nombre que ha perdurado hasta la actualidad.
La antigua calle, estrecha y ubicada junto al talud de la vía férrea, que se encontraba en un nivel inferior, fue completamente urbanizada a finales de la década de 1970. Durante esta intervención, se rellenó el trazado por donde circuló el ferrocarril hasta 1966, lo que permitió dar paso a una amplia avenida.
La reforma integral del paseo de Colón en 2006 transformó su diseño urbano, con la plantación de árboles y con la incorporación de dos rotondas estratégicas: una en el acceso desde el puente de la Barca y otra en la intersección con la calle Alameda. Además, la reconfiguración redujo los carriles de tráfico de tres a dos, priorizando la movilidad peatonal mediante el ensanchamiento de las aceras, lo que mejoró significativamente la accesibilidad y el entorno para los transeúntes.

## Descripción

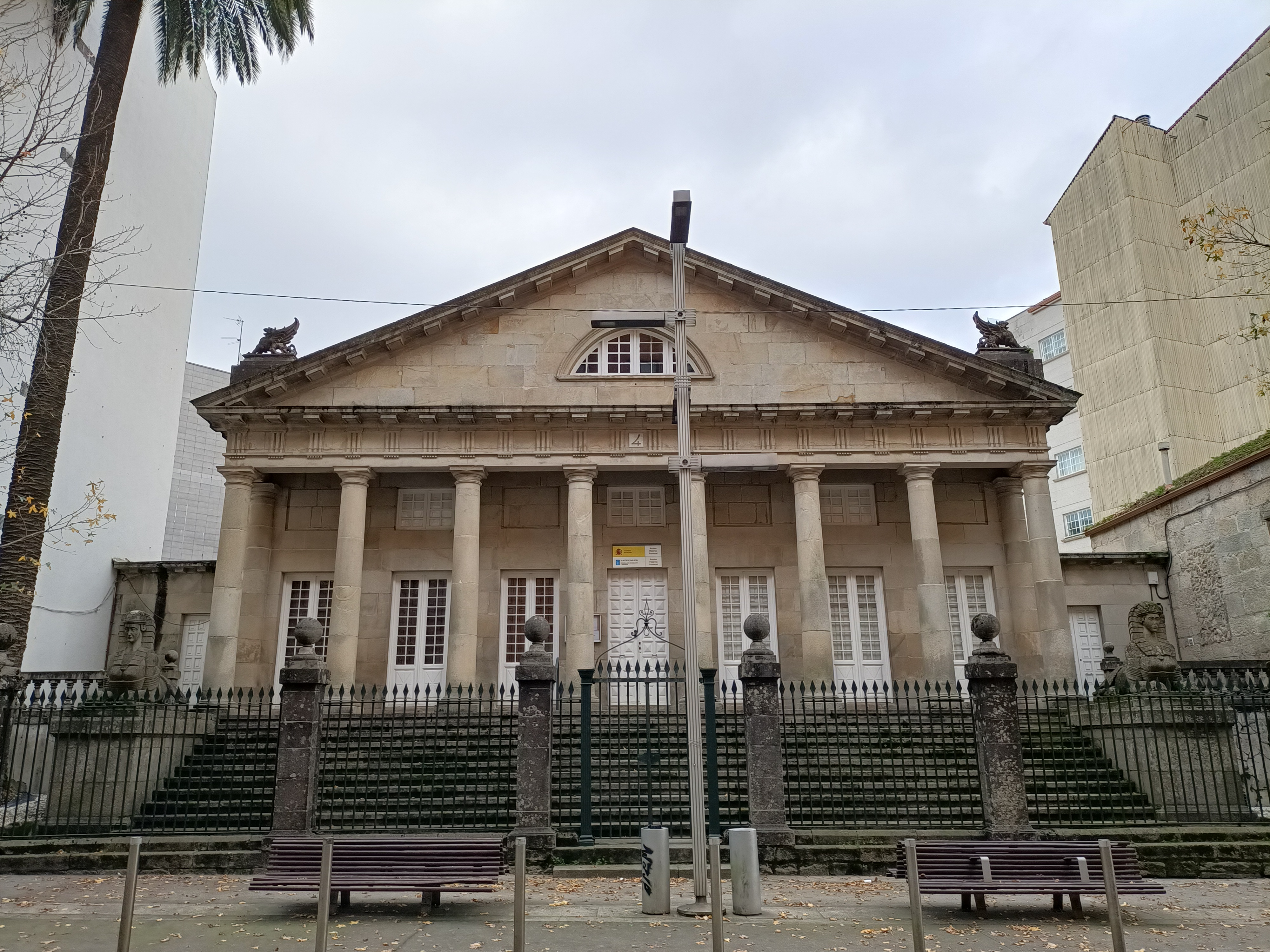
Casa de los Fonseca.

Con 275 metros de longitud y en ligera curva, este paseo atraviesa el barrio de A Moureira, conectando el puente de la Barca con la avenida Reina Victoria. Su anchura, que oscila entre 15 y 23 metros según el tramo, organiza el entramado urbano al integrarse con diversas calles: por la derecha, Alfonso XIII, Echegaray, Rúa Nova de Arriba, Rúa Nova de Abaixo y Alameda, y por la izquierda, Monteleón.
Esta avenida, que combina usos residenciales, comerciales y de servicios, se ha consolidado como una de las principales vías de acceso a la ciudad desde la carretera costera PO-308. Flanqueada por edificios de una media de siete plantas, mayoritariamente construidos entre las décadas de 1970 y 1990, destaca por su función urbana como eje viario. 
En su trazado, el paseo alberga uno de los emblemas arquitectónicos más notables de Pontevedra: la Casa de los Fonseca, una construcción histórica singular. Es un destacado edificio neoclásico que alberga actualmente el Archivo Histórico Provincial. Construida en 1910 por encargo del empresario Eulogio Fonseca, la casa fue inicialmente sede de la Logia Masónica Marco Aurelio. Su fachada, inspirada en templos clásicos como la iglesia de la Madeleine en París, presenta una entrada monumental de aire afrancesado con un imponente pórtico con  columnas toscanas y un frontón decorado con símbolos masónicos, flanqueada por esfinges de estilo egipcio y palmeras canarias. Su fachada destaca por un pórtico con ocho columnas toscanas romanas que sostienen un frontón triangular abierto por una ventana semicircular, símbolo masónico del Ojo de la Providencia. El edificio, con dos plantas y un ático, combina elementos de eclecticismo e historicismo, incorporando figuras mitológicas como grifos alados que simbolizan la protección y la sabiduría.
El paseo de Colón se distingue por su arbolado que enmarca ambos lados de la vía. En la zona norte y central, destacan 12 abedules de Jacquemont, también conocidos como abedules del Himalaya, reconocibles por su corteza blanca y dispuestos en pares que se alinean frente a frente. En la parte sur, el paisaje urbano se completa con 4 liquidámbares.